# Война четверного альянса
Война четверного альянса (исп. Guerra de la Cuádruple Alianza) или Война за французское наследство 1718—1720 годов — продолжение Войны за испанское наследство, во время которого реваншистские настроения испанского короля Филиппа Бурбона натолкнулись на сопротивление четверного союза Франции, Великобритании, Соединённых провинций и Священной Римской империи, которых после колебаний поддержала Савойская династия.

## Подоплёка
Война произошла в результате территориальных и династических амбиций в Италии короля Филиппа V и его второй жены Изабеллы Фарнезе. Как отмечали различные историки, «Филипп V, далекий от того, чтобы придавать американским делам ту важность, которую они заслуживают... ставил восстановление Гибралтара и Менорки в качестве приоритетной цели и, подталкиваемый его второй женой, отдавал предпочтение семейным интересам, превратившихся в настоящую одержимость».
После утверждения Филиппа V на испанском престоле его первый министр кардинал Альберони поставил себе задачу вернуть Испании то положение, которое она потеряла в предыдущей войне. В продолжение нескольких лет он прилагал большие усилия для восстановления армии и флота, с помощью которых он надеялся вернуть Сардинию, Неаполь и Сицилию. Против Англии он хотел поддержать восстание в Шотландии, так как на избранного в 1714 году английским королём Георга I, курфюрста Ганноверского, в Англии ещё смотрели как на чужестранца, и подняли голову приверженцы Стюартов.
Правивший более 70 лет Людовик XIV пережил всех своих детей и внуков (кроме одного, ставшего королём Испании Филиппом V). Правнуки, за исключением будущего Людовика XV, умерли от эпидемии (предположительно оспы) во время Войны за испанское наследство. Малолетний Людовик XV также производил на современников впечатление крайне болезненного ребёнка. Европейская дипломатия готовилась в случае его смерти с оружием в руках решать вопрос о французском наследстве. Людовик XIV оставил Францию сильнейшей державой на континенте, поэтому этот вопрос имел первостепенное значение.
Ближайшим наследником трона считал себя внук «короля-солнца», Филипп V Испанский. Легитимированные дети Людовика XIV, надеясь на расширение привилегий в случае франко-испанской династической унии, убеждали его нарушить условия Утрехтского мира, который обязывал его не претендовать на французскую корону. Отказ от итогов Войны за испанское наследство противопоставил бы Филиппу всю остальную Европу, которая опасалась появления бурбонской сверхдержавы.
Излишнее честолюбие Альберони завело его, однако, слишком далеко. Он надеялся на соединение Испании и Франции под одной короной, так как несовершеннолетний Людовик XV был слабого здоровья, а за него управлял регент Франции, Филипп II Орлеанский. Последний был наиболее заинтересован в положениях Утрехтского мира, так как при отстранении испанского короля от наследования оказывался потенциальным наследником французской короны. Из чувства самосохранения и надеясь сам завладеть престолом, он присоединился к врагам Испании, которая таким образом осталась без союзников.
4 января 1717 года Англия, Франция и Республика Соединённых провинций заключили соглашение о защите постановлений Утрехтского мира и о взаимном обеспечении английского и французского престолов за Ганноверским и Орлеанским домами. В 1718 году к соглашению присоединилась Австрия, образовав таким образом Четверной союз.

## Прелюдия
В августе 1717 года испанцы без объявления войны отправили экспедицию из 12 кораблей и 8600 человек войск на остров Сардинию и в продолжении нескольких месяцев завладели всем островом. После этого они начали готовить экспедицию для завладения Сицилией летом следующего года. Кардинал Альберони при поддержке королевы Изабеллы Фарнезе рассчитывал тем самым воспользоваться занятостью австрийцев войной с турками и вернуть Испании её традиционные владения на юге Италии, утраченные по условиям Утрехтского мира.
Англия, тоже не объявляя войны, послала в июне 1718 года в Средиземное море эскадру под командованием адмирала Джорджа Бинга, который имел инструкцию не допускать военных действий между испанцами и австрийцами, предупредить испанцев, что он не позволит им нападать на австрийские владения в Италии, и только если они откажутся от его посредничества и сделают попытку утвердиться в Италии, то прибегнуть к силе.
8 июля при входе в Средиземное море Бинг узнал, что 18 июня испанский флот вышел из Барселоны. Бинг отправился в Порт-Магон, где ему сообщили, что испанцы 30 июня были в пределах видимости Неаполя. Действительно, испанцы в начале июля высадили в Палермо 20-тысячную армию. Слабые савойские войска не могли оказать им сопротивления и заперлись в Мессине, а всем остальным островом завладели испанцы.
25 июля Бинг вышел из Порт-Магона, 1 августа пришел в Неаполь, взял здесь 2000 австрийских войск и 9 августа подошел к Мессине. Он предложил испанскому генералу, осаждавшему Мессину, заключить перемирие на 2 месяца, чтобы в это время переговорами уладить дело, и когда тот отказался, Бинг высадил войска. 10 августа он получил известие, что к югу от Мессинского пролива виден испанский флот. Бинг погнался за ним и 11 августа почти весь его уничтожил у мыса Пассаро. После боя при Пассаро Бинг вернулся в Порт-Магон и вышел вновь лишь весной 1719 года. Только 27 декабря между двумя странами была объявлена война.
Во Франции в конце 1718 года кардинал Дюбуа, заведовавший внешней политикой версальского двора, разоблачил придворный заговор испанского посла Челламаре, с которым находились в связи легитимированные бастарды. Заговорщики отделались только изгнанием, но 9 января 1719 года Франция объявила войну Испании.

## Боевые действия
Тем временем в Неаполе собралась небольшая австрийская армия. Осенью 1718 г. она прибыла к Сицилии, которая была гарантирована императору как владения в соответствии с положениями Четверного альянса. Но вначале этим войскам удалось удержать лишь небольшой плацдарм вокруг Милаццо. Там 15 октября 1718 года произошло сражение между австрийцами и испанцами, в котором последние одержали победу. Маркиз де Леде, победитель при Милаццо, не воспользовался возможностью полностью вытеснить австрийцев с острова, оставив им плацдарм вокруг Милаццо. Этот плацдарм и военно-морское превосходство после сражения при мысе Пассаро дали австрийцам возможность в следующем году прислать больше войск. В течение 1719 года австрийцам удалось отвоевать Сицилию. Поскольку принц Евгений Савойский отказался взять на себя верховное командование, войсками командовал граф Мерси. Сначала он безрезультатно совершил набег 21 июня на испанский лагерь во Франкавилле, но затем отбил Мессину и, наконец, занял Палермо.
Альберони не был отрезвлен поражением при Пассаро и неудачей экспедиции на Сицилию. В 1719 году в Кадисе и Ла-Корунье были снаряжены две эскадры, которые должны были высадить войска в Бретани и в Шотландии. От первой экспедиции пришлось отказаться, так как заговор против регента во Франции был раскрыт. Вторая (40 транспортов с 5000 войск, под прикрытием 5 военных кораблей) под командованием герцога Ормонда была 28 февраля разбросана штормом около мыса Финистерре. Трём фрегатам с пятью транспортами удалось добраться до Рошейра, где они высадили 400 человек, и к ним присоединились 1500 якобитов. В боях этот отряд был уничтожен. В июне того же года небольшой отряд (усиленный 1000 шотландцами) потерпел поражение в бою при Гленшиле.
Со своей стороны, Англия и Франция перешли в наступление, чтобы заставить испанцев сесть за стол переговоров. В октябре 1719 года с английской эскадры под командованием вице-адмирала Майгелса высадился британский десант в 6 000 человек и захватил город и порт Виго, уничтожив большое количество военных складов и все оказавшиеся здесь испанские суда. Экспедиция продемонстрировала испанцам, что союзные войска могут с легкостью нанести удар вдоль их уязвимой береговой линии.
Другая английская эскадра содействовала операциям французской армии под командованием герцога Бервика, вторгшейся весной 1719 года через Пиренеи в Испанию из Байонны и двигавшейся вдоль берега. После овладения Фуэнтераббией, Сан-Себастьяном и Сантоньей английский адмирал неизменно требовал, чтобы были разрушены верфи, гавани и уничтожены все военные суда, чтобы подорвать морскую силу противника. Планировалось завоевание Страны басков и Каталонии, но эпидемии и плохое снабжение вынудили французов в ноябре отступить.
Боевые действия между испанцами и французами перекинулись и на Северную Америку. Испанцы отправили  на Великие равнины отряд Вилласура, который был почти полностью уничтожен индейцами.
Франция никаких операций на море не предпринимала, за исключением посылки эскадры из 11 кораблей в Мексиканский залив для защиты Луизианы. Слабые испанские морские силы вынуждены были отступить, и французы овладели укрепленным портом Пенсакола. Активно велась крейсерская и каперская война.
После того, как Нидерланды также вступили в войну в августе 1719 года, стало очевидно, что Испания не может противостоять превосходству Четверного альянса. Правительство в Мадриде попыталось пойти по пути переговоров. Однако союзники ранее поставили условие, что кардинал Альберони должен быть уволен до подписания мирного договора. Опасения за свои колонии, которые нельзя было защитить без помощи флота, заставили Испанию сесть за стол переговоров.

## Результаты
5 декабря 1719 года король Филипп V отправил Альберони в отставку и начал переговоры о мире. В феврале 1720 года был подписан Гаагский мирный договор, по которому Испания отказывалась от каких-либо притязаний на итальянские земли, за исключением герцогства Парма и Пьяченца, наследницей которого была Изабелла Фарнезе.
Габсбурги в награду за активность на Сицилии получали владение этим островом, а Савойская династия была компенсирована за утрату Сицилии предоставлением ей Сардинии. Сицилийский король Виктор Амадей II при этом удержал за собой королевский титул, став королём Сардинии. Колония Пенсакола также была возвращена Францией Испании.
Четверной альянс, будучи сугубо временной дипломатической комбинацией, вскоре распался. Тем не менее Британия и Франция оставались союзниками до 1731 года, когда на смену их альянсу пришёл «семейный пакт» французских и испанских Бурбонов. В последующие годы Испания смогла освободиться от политической изоляции и даже подчинить себе Неаполь и Сицилию в Войне за польское наследство (1733–1738).